# Radès
Radès (em árabe: رادس‎) é uma cidade portuária da província de Ben Arous, na Tunísia. Localizada a 9 km da capital nacional Tunes, considerada em ocasiões como um subúrbio da capital. Alberga um dos mais importantes portos do país.